# 광천여자중학교
광천여자중학교(廣川女子中學校)는 충청남도 홍성군 광천읍에 있었던 공립 중학교이다.

## 연혁
- 1972년 3월 15일 : 개교
- 2014년 3월 1일 : 폐교 및 광천중학교와 통합[1][2], 42년만에 폐업